# Dram arménio
O dram ou drame arménio (português europeu) ou armênio (português brasileiro) (plural em português: drames) é a unidade monetária da Armênia e da república autoproclamada de Artsaque. Está subdividida em 100 luma. A palavra dram traduzido para português significa "dinheiro". O Banco Central da Arménia tem o exclusivo de cunhar a moeda de acordo com a lei arménia. Foi comumente usado não oficialmente em Javaquécia, Geórgia, c. 1993-2005.

## História

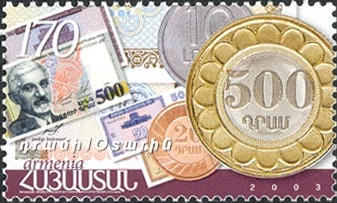
Selo armênio de 2003 mostrando moedas e notas de Dram em circulação

Entre 1199 e 1375, circularam na Arménia moedas de prata chamadas dram.
Em 21 Setembro de 1991 um referendo nacional proclamou a Arménia com uma república independente da União Soviética. O Banco Central da Arménia adotou o dram como moeda nacional em 27 de Março de 1993, durante o governo de Isahak Isahakyan.

## Moedas

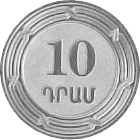
Moeda de 10 dram
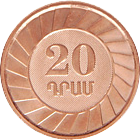
Moeda de 20 dram
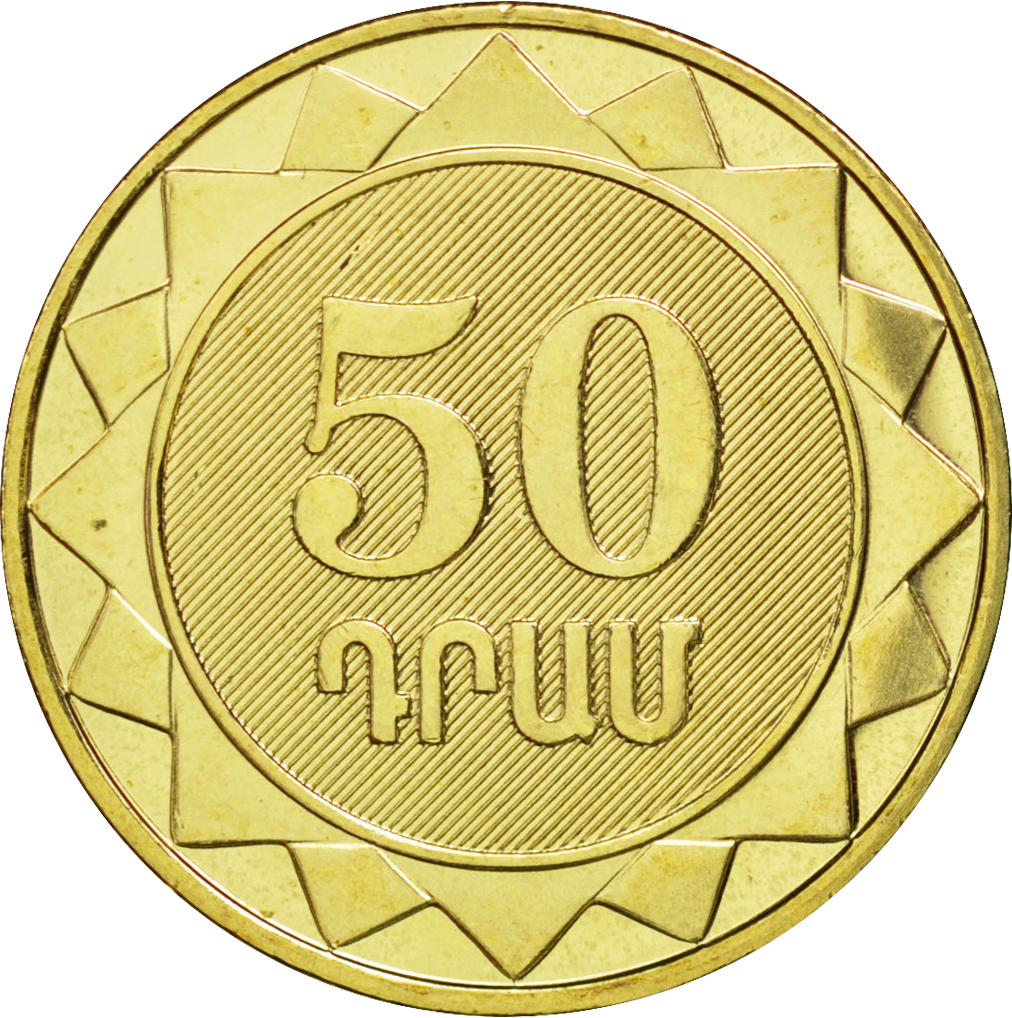
Moeda de 50 dram

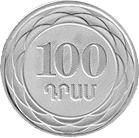
Moeda de 100 dram
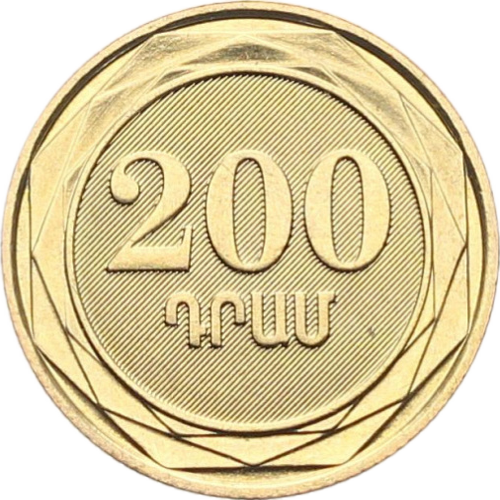
Moeda de 200 dram
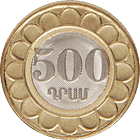
Moeda de 500 dram